# Lapbogárfélék
A lapbogárfélék (Cucujidae) a rovarok (Insecta) osztályában a bogarak (Coleoptera) rendjébe, azon belül a mindenevő bogarak (Polyphaga) alrendjébe tartozó család.
A családba a korábbi osztályozások során sokkal több fajt soroltak. Ezek közös tulajdonsága az erősen lapított test, ám ez csupán a konvergens evolúció eredménye. A fajok nagy része ma már a fogasnyakúlapbogár-félék (Silvanidae), a szegélyeslapbogár-félék (Laemophloeidae), a törekbogárfélék (Monotomidae), a mezgérfélék (Phloeostichidae) és a fogasállúbogár-félék (Prostomidae) közé tartozik.

## Elterjedésük
A családba 4 genusz és 48 faj tartozik:
- Cucujus (O. F. Müller, 1911): 12 faj, Eurázsia északi része, Észak-Amerika.
- Palaestes (Perty, 1830): 9 faj, Közép-Amerika és Dél-Amerika hegyvidékei.
- Pediacus (Shuckard, 1839): 23 faj, Eurázsia északi része, Észak-Amerika, Közép-Amerika hegyvidékei.
- Platisus (Erichson, 1842): 4 faj, Ausztrália keleti része, Új-Zéland.

## Megjelenésük, felépítésük
Az imágók 6–30 mm hosszú, megnyúlt, párhuzamos oldalú, hát-hasi irányban erősen lapított bogarak. Színük barna, néha élénkvörös, sárga, kék vagy fekete. Felszínük csupasz vagy mérsékelten szőrözött. Fejük nagy, harántos, halántékuk erősen kiszélesedett (a Pediacus  kivételével). Csápjuk aránylag rövid, zsinórszerű, 11 ízű. Rágójuk nagy, erős, előreálló, a Palaestes  hímjei esetében erősen megnagyobbodott és görbült. Előhátuk négyzet alakú vagy erősen harántos, oldalszéle szegélyezett vagy fogazott, felszíne sekély benyomatokkal. A szárnyfedők pontozása szórt, pontsorok, bordák, barázdák nincsenek rajtuk. Potrohukon 5 haslemez látható. A nőstények lábfejízeinek száma 5-5-5, a hímeké 5-5-4.
A lárvák erősen lapítottak, megnyúltak, sárgák vagy barnák, erősen szklerotizáltak, szájszerveik előreállók. Potrohszelvényeik száma 10. A 9. szelvényen lévő álfartoldalék (urogomphus) lehet rövid (Cucujus), hosszú (Pediacus) vagy nagyon hosszú (Platisus). A Palaestes lárvája ismeretlen.

## Életmódjuk, élőhelyük
Annak ellenére, hogy az imágók többnyire nagytestűek és feltűnő megjelenésűek, e szaproxilofág bogarak életmódjáról nagyon keveset tudni. Mind az imágók, mind a lárvák elhalt fák leváló kérge alatt élnek. A lárvák valószínűleg gombás korhadékot fogyasztanak. Az imágók valószínűleg nem táplálkoznak, bár a Cucujus-fajok esetében megfigyelték, hogy apróbb állatokat ragadoznak.

## Magyarországon előforduló fajok
- Skarlátbogár (Cucujus cinnaberinus) (Scopoli, 1763)
- Barna lapbogár (Pediacus depressus) (Herbst, 1797)
- Bunkóscsápú lapbogár (Pediacus dermestoides) (Fabricius, 1792)

## Képek

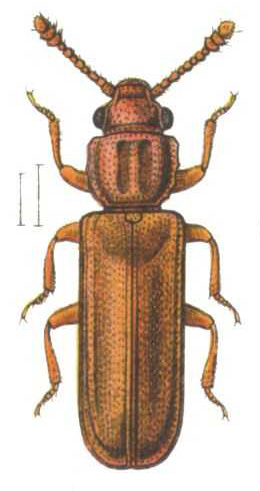
Bunkóscsápú lapbogár (Pediacus dermestoides)
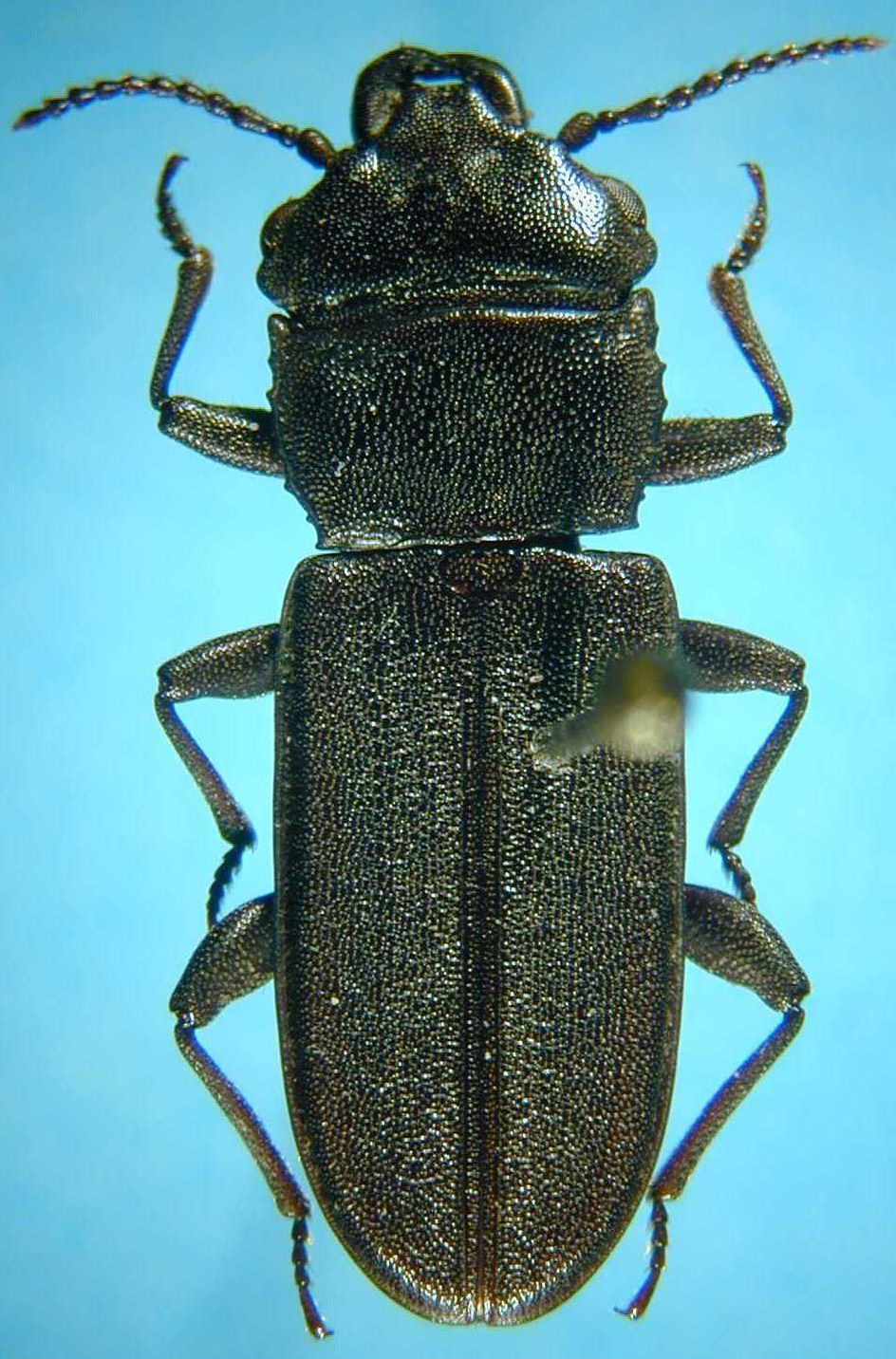
Platisus zelandicus
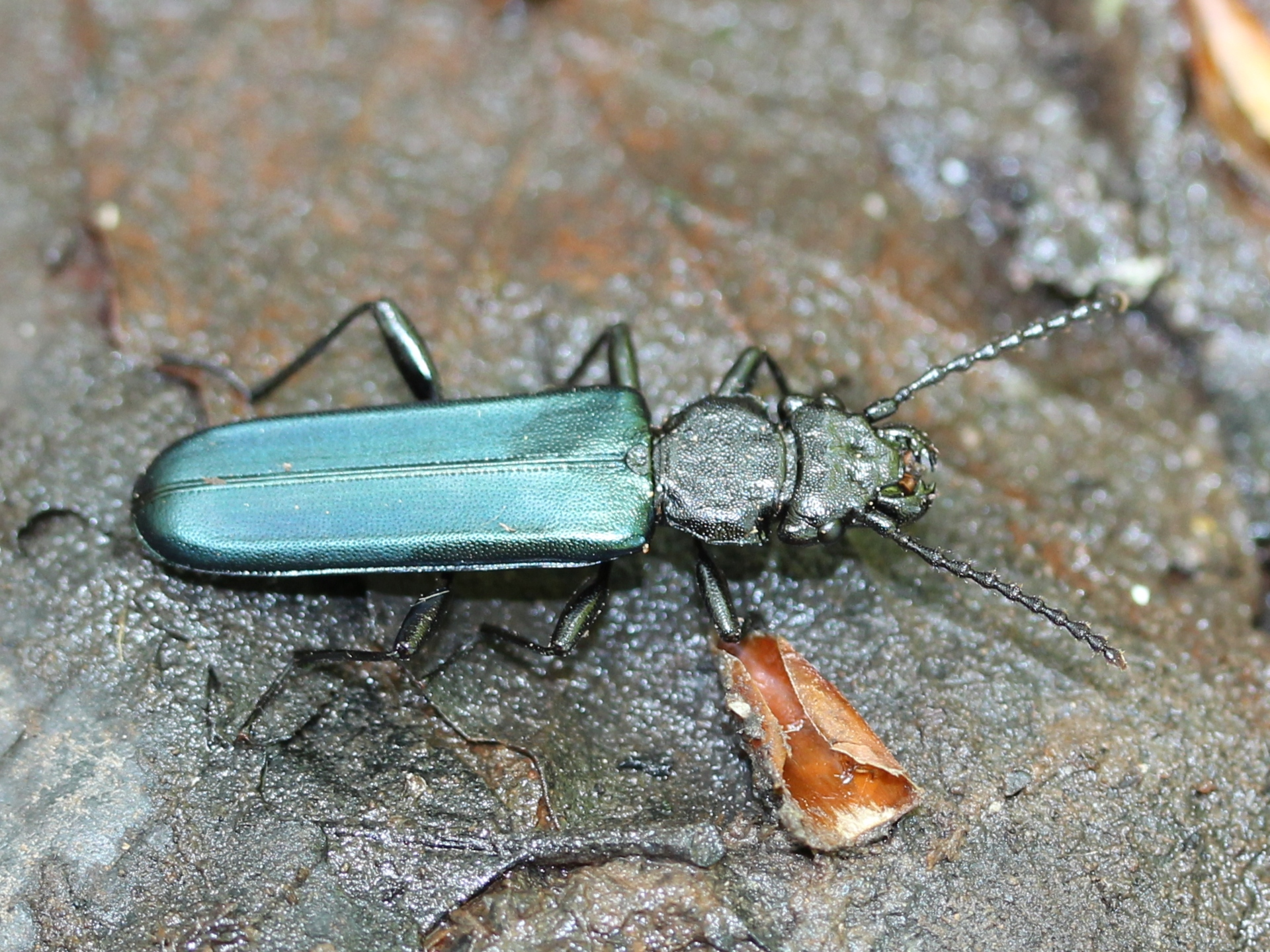
Cucujus mniszechi
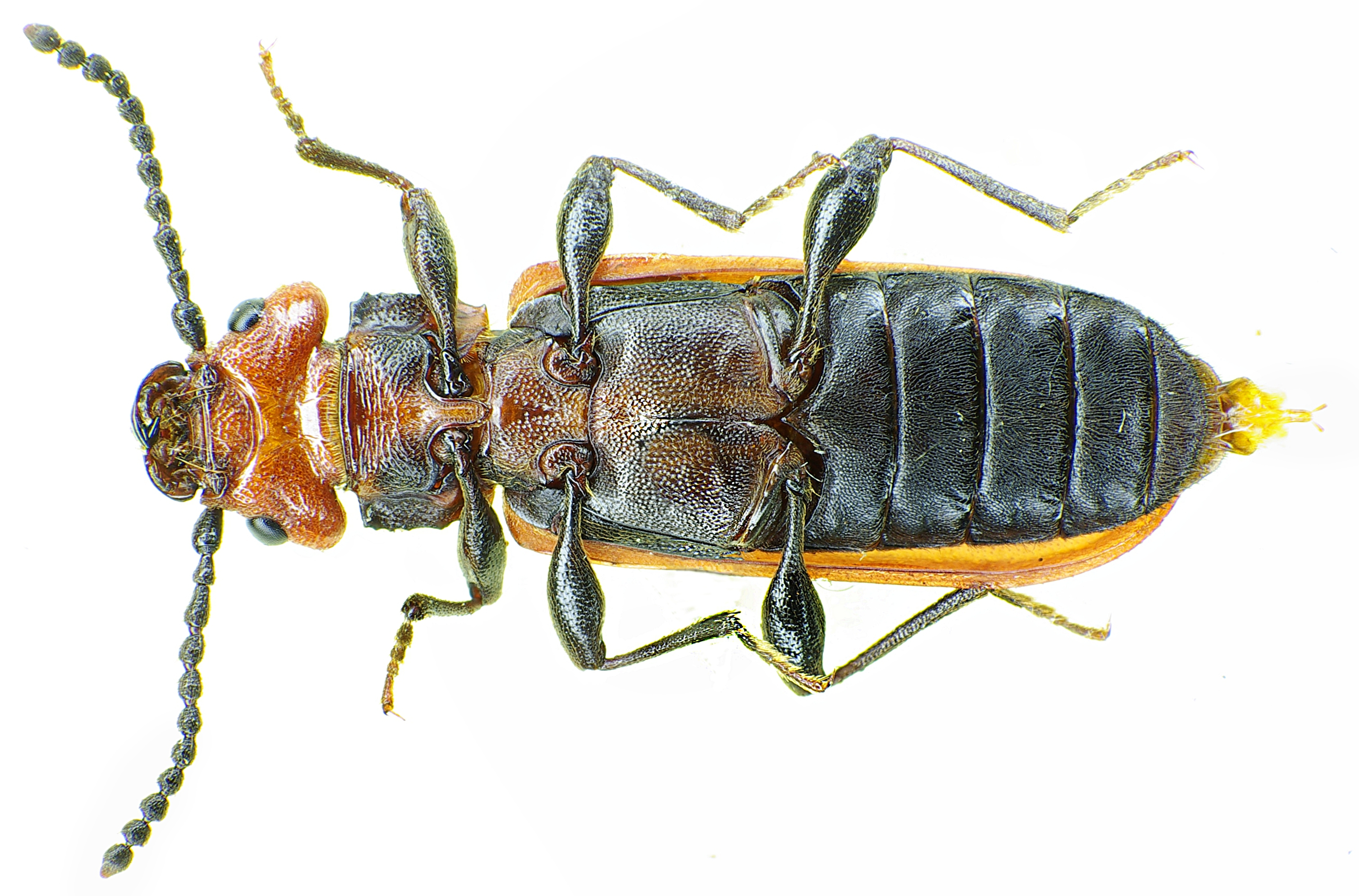
Skarlátbogár (Cucujus cinnaberinus)
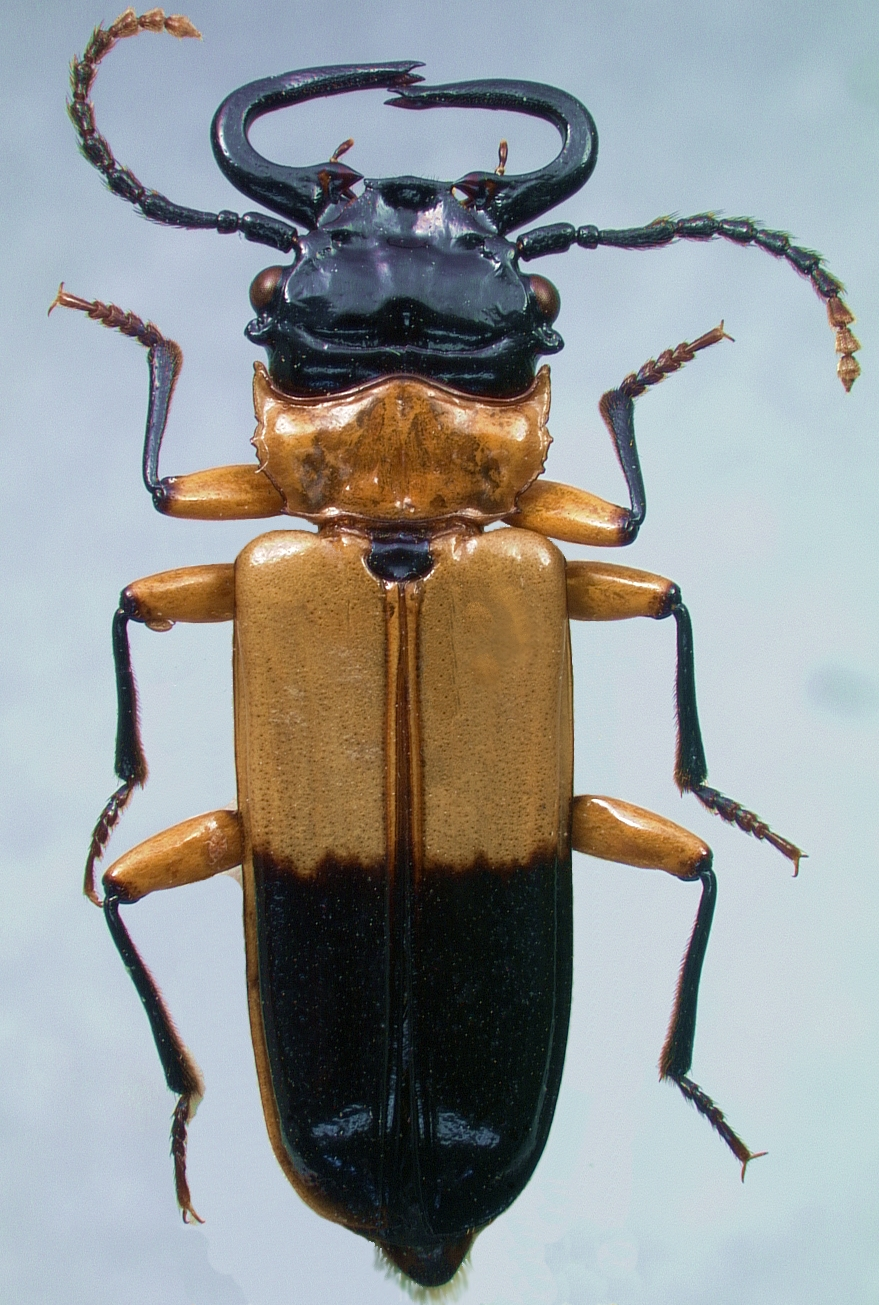
Palaestes abruptus

## Fordítás
- Ez a szócikk részben vagy egészben  a   Cucujidae című norvég Wikipédia-szócikk fordításán alapul.  Az eredeti cikk szerkesztőit annak laptörténete sorolja fel. Ez a jelzés csupán a megfogalmazás eredetét és a szerzői jogokat jelzi, nem szolgál a cikkben szereplő információk forrásmegjelöléseként.